# De Withagen
De Withagen is een natuurgebied ten zuidwesten van Ulicoten. 23 ha van dit gebied wordt beheerd door Staatsbosbeheer. De bedoeling is dat 45 ha van dit gebied als reservaat wordt aangemerkt.
Het is een kleinschalig hoevenlandschap met een leemachtige bodem. Er zijn loofbosjes, grasland, akkers en houtwallen. Planten als bosanemoon, kruipend zenegroen en grote pimpernel komen er voor. Door poelen aan te leggen worden amfibieën als salamanders aangelokt.
Het gebied wordt doorsneden door de Reutse Loop en ligt pal ten oosten van de Belgische grens. Aansluitend vindt men in België de Bolekens en de Smisselberge; in Nederland ligt in het zuiden het Merkskeen in het oosten de Hollandse Bossen.
Van 1841 tot 1995 bevond zich in dit gebied een kleine enclave die geen enkele staat toebehoorde, en aldus als niemandsland te boek stond. In 1995 is de enclave alsnog bij België gevoegd.